# イメージサークル

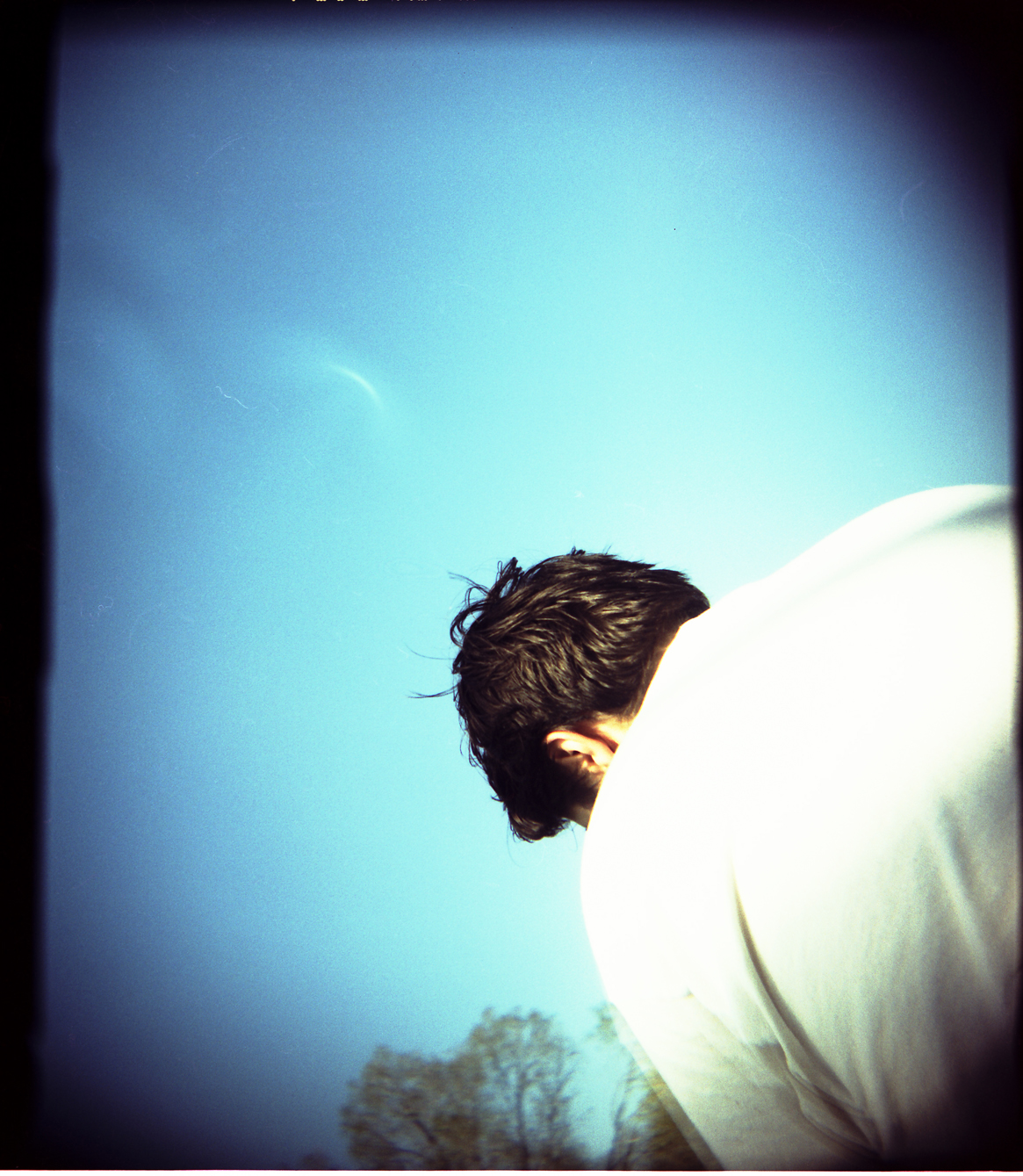
トイカメラのホルガで撮影した写真。

イメージサークルとは、レンズを通った光が結像する円形の範囲のこと。任意の結像するような光学系において議論できるが、もっぱら写真関係で使われることが多い。

## 望遠鏡・双眼鏡
望遠鏡を覗くと、その映像は円形で中心部が明るく鮮明（焦点があっている）で、周辺部はぼやけている。さらに外側は暗くなっていて結像していない。これがイメージサークルである。

## カメラ

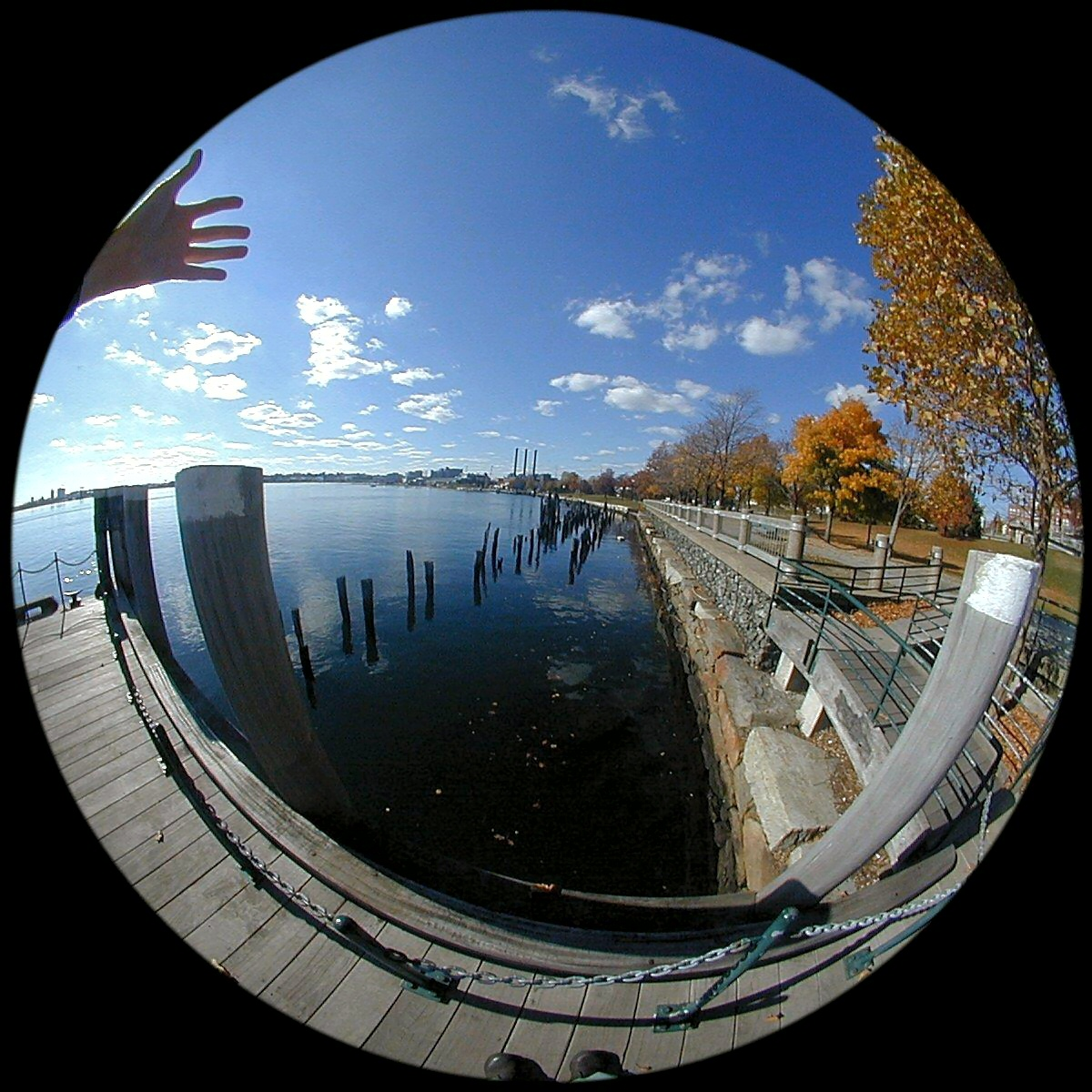
全周魚眼タイプの魚眼レンズで撮影された写真。
イメージサークルを撮影範囲中に完全に収める（通常はイメージサークルのほうが広い）「全周魚眼」は、例外のひとつである。

この節ではカメラ用のレンズ、すなわち写真レンズとイメージサークルについて述べる。写真レンズは通常は一般にイメージサークルの範囲内における性能のバランスを取りながら設計されており、イメージサークルの外側は収差や周辺光量低下が甚だしく実用的な像は得られない。
写真機では、「イメージサークルの中心部の鮮明な画像部分」（あるいは特にその部分を指して「イメージサークル」と呼ぶ）を写真フィルム面へ結像させ、適切な時間で露光を行うことで写真を撮影している（丸い円の中に写る映像の一部分を、四角いフィルム・撮像素子で切り取っているイメージ）。すなわちイメージサークルの大きさは（矩形の）フィルムや撮像素子の対角線長よりも大きい必要がある。
たとえばAPSは35mmフィルムよりサイズが小さく、APS-C用にぎりぎりに設計されたレンズはイメージサークルが小さいため、35mmフィルムの撮影に用いると周囲に丸く影ができてしまうなどの現象が起きる。これを「ケラレ」（Vignetting）という。
小型カメラでは、一般に「そのカメラが使用するフィルム・撮像板」に適合したイメージサークルを持つレンズしかカメラに装着できないため、あまり問題になることはない（一部のデジタル一眼レフ専用レンズを同系列のフィルム用カメラに装着した場合を除く）。

### アオリ撮影
イメージサークルが大きな問題になるのは、大判のカメラでアオリ撮影をする場合である。アオリ撮影とはフィルムとレンズの位置関係を変えて撮影するもののことで、写真上に写る物体の歪みを除去するために用いられる。アオリ撮影をする場合には、フィルムとレンズの関係を垂直からずらすため、イメージサークルもまたそれに伴ってずれる。従って、イメージサークルが大きなレンズであればあるほど、より自由度の高いアオリ撮影に使うことができる。

### 魚眼レンズ
魚眼レンズのうち円周魚眼レンズでは、イメージサークルを、撮像面の短辺サイズよりも小さくすることで、各方向の、180度の画角（異なるものもある）を投影する。より大きいイメージサークルを持つ対角魚眼レンズでは、イメージサークルの径を撮像面の対角線の長さと同じにして、対角線方向のみ180度の画角を投影する。

### 手ブレ補正機構との関係
また、センサーシフト方式の手ぶれ補正機構を持つデジタルカメラの場合についても、イメージセンサーが移動する分をカバーさせるため、イメージサークルのサイズを大きくする必要がある。そのため、APS-C用に特化してぎりぎりに設計された一部のデジタル一眼レフ専用レンズにはイメージサークルが小さすぎて使用できないものもある。

### トイカメラでの楽しみ方
トイカメラでは、レンズのコストの問題から、撮像面よりも小さいイメージサークルのレンズを装備することが多く、これにより画面の四隅にケラレの生じる（画像が映らないか暗くなる）部分ができる。これを「趣のある画面」と捉える嗜好が存在している。